# Rudolf Nilsen
Rudolf William Nilsen (født 28. februar 1901 i Kristiania, død 23. april 1929 i Paris) var en norsk digter. Han er kendt for sin arbejderklassedigtning og skildringer af livet i Oslos østlige by.
Han debuterede i 1925 med digtsamlingen På stengrunn, og nåede kun at udgive denne og På gjensyn (1926) før han døde 28 år gammel. Hans tredje digtsamling Hverdagen blev udgivet posthumt.